# Bernd Eichinger Preis

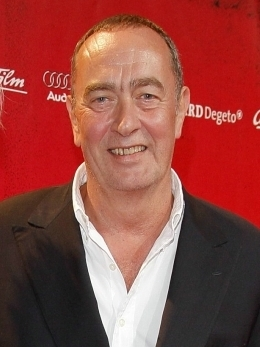
Der Namenspatron: Bernd Eichinger

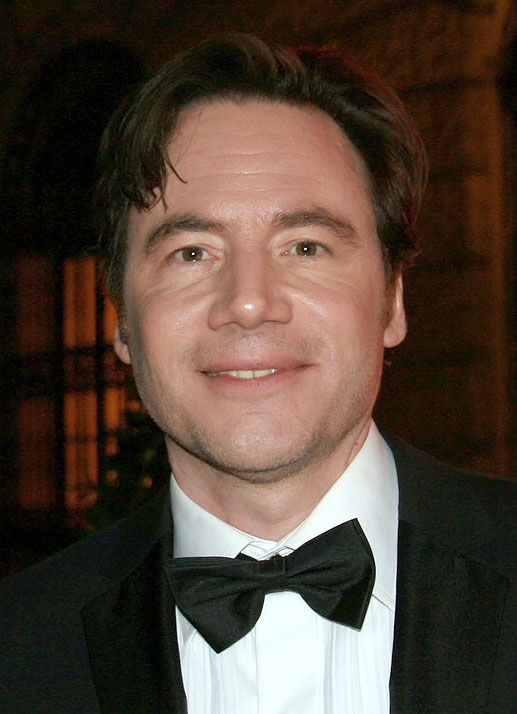
Erster Preisträger: Michael „Bully“ Herbig

Der Bernd Eichinger Preis ist ein undotierter Filmpreis, der seit 2012 im Rahmen der Verleihung des Deutschen Filmpreises vergeben wird. Die Auszeichnung wurde in Erinnerung an den 2011 verstorbenen deutschen Filmproduzenten Bernd Eichinger von der Deutschen Filmakademie gestiftet.
Geehrt werden Einzelpersonen oder Filmteams, die im Sinne Eichingers „durch künstlerische Leidenschaft, Gemeinschaftssinn, Originalität und Durchsetzungsvermögen einen maßgeblichen Beitrag zur Kinokultur“ geleistet haben. Die Preisträger erhalten die regulär beim Deutschen Filmpreis vergebene Lola-Statuette in Gold. Der Bernd Eichinger Preis kann, muss aber nicht jedes Jahr verliehen werden.

## Auswahlverfahren
Der Preis wird von einer Jury vergeben, die sich aus sieben oder neun Personen zusammensetzt. Die Jurymitglieder werden vom Vorstand und der Geschäftsführung der Deutschen Filmakademie e. V. gemeinsam mit Eichingers Witwe Katja und seiner Tochter Nina berufen, darunter soll mindestens ein Mitglied des Vorstands der Deutschen Filmakademie sein.
Die Jury tagt ein- bis zweimal im Jahr, wobei die Leistung des Honorierten in den letzten Jahren erbracht worden sein sollte. Der Beauftragte der Bundesregierung für Kultur und Medien kann der Jury Vorschläge zur Vergabe der Auszeichnung unterbreiten.

## Preisträger
- 2012: Michael „Bully“ Herbig, deutscher Schauspieler, Komiker und Filmregisseur
- 2014: Gerhard Meixner und Roman Paul (Razor Film)
- 2016: Stefan Arndt
- 2019: Christian Becker